# Rhodostrophia tenuistrigata
Rhodostrophia tenuistrigata är en fjärilsart som beskrevs av Caradja 1931. Rhodostrophia tenuistrigata ingår i släktet Rhodostrophia och familjen mätare. Inga underarter finns listade.